# KBO 승리상
KBO 승리상은 연말 KBO 리그 시상식에서 해당 연도 정규 리그의 다승 1위에게 수여하는 상이다. 기존 명칭은 한국프로야구 최다승리투수상이었으나 KBO의 브랜드 아이덴디티 통합 작업에 따라 2015년 시즌부터 "KBO 승리상"이라는 새로운 명칭을 사용하게 되었다.

## 연도별 수상자
| 연도   | 이름     | 소속            | 승리 | 비고 |
| ------ | -------- | --------------- | ---- | --- |
| 1982년 | 박철순   | OB 베어스       | 24   | 최초의 다승왕(16선발승) |
| 1983년 | 장명부   | 삼미 슈퍼스타즈 | 30   | 유일한 30승(28선발승) |
| 1984년 | 최동원   | 롯데 자이언츠   | 27   | 선발승이 9개(오영일 강만식과 공동 7위) 밖에 없어 김시진이 15선발승으로 최다 선발승(선발승 2위 - 김일융 13선발승, 계형철 13선발승)                                                                                               |
| 1985년 | 김시진   | 삼성 라이온즈   | 25   | 21선발승으로 전년도(15선발승)에 이어 2년 연속 최다 선발승 |
| 1985년 | 김일융   | 삼성 라이온즈   | 25   | 20선발승으로 선발승 2위 |
| 1986년 | 선동열   | 해태 타이거즈   | 24   | 17선발승 |
| 1987년 | 김시진   | 삼성 라이온즈   | 23   | 21선발승 |
| 1988년 | 윤학길   | 롯데 자이언츠   | 18   | 5구원승 포함이라 이상윤과 선발승 공동 2위(1위 - 한희민 14선발승(역대 잠수함 투수 1호 최다 선발승 타이틀)) |
| 1989년 | 선동열   | 해태 타이거즈   | 21   | 선발승이 9개(선발승 9위) 밖에 없어 최다 선발승 타이틀은 박정현 이강철 (이상 15선발승)에게 돌아감(선발승 2위 - 김성길 14선발승, 윤학길 14선발승)                                                                                 |
| 1990년 | 선동열   | 해태 타이거즈   | 22   | 11선발승으로 박정현과 선발승 공동 4위(1위 - 김태원 14선발승 2위 - 조계현 13선발승, 김성길 13선발승) |
| 1991년 | 선동열   | 해태 타이거즈   | 19   | 유일한 3년 연속 수상이나 4구원승 포함이라 박동희(15선발승)과 선발승 공동 2위(1위 - 한용덕 16) |
| 1992년 | 송진우   | 빙그레 이글스   | 19   | 8구원승 포함이라(11선발승으로 장정순과 선발승 공동 7위) 최다 선발승 타이틀은 윤학길 이강철 (이상 17선발승)에게 돌아갔는데 이강철은 역대 단일시즌 잠수함 투수 최다 선발승 기록(종전 기록 - 89년 이강철 15선발승 박정현 15선발승) |
| 1993년 | 조계현   | 해태 타이거즈   | 17   | |
| 1994년 | 조계현   | 해태 타이거즈   | 18   | |
| 1994년 | 이상훈   | LG 트윈스       | 18   | 역대 좌완투수 1호 최다 선발승 타이틀 |
| 1995년 | 이상훈   | LG 트윈스       | 20   | 역대 단일시즌 좌완투수 최다 선발승 타이 |
| 1996년 | 구대성   | 한화 이글스     | 18   | 2선발승 포함 |
| 1996년 | 주형광   | 롯데 자이언츠   | 18   | 선발로만 18승을 올려 최다 선발승 |
| 1997년 | 김현욱   | 쌍방울 레이더스 | 20   | 순수 구원 20승(최다 선발승 - 이대진 17선발승) |
| 1998년 | 김용수   | LG 트윈스       | 18   | 3구원승 포함이라 베이커와 선발승(15) 공동 2위(1위 - 정민태 17선발승) |
| 1999년 | 정민태   | 현대 유니콘스   | 20   | 19선발승으로 전년도(17선발승)에 이어 2년 연속 최다 선발승 |
| 2000년 | 임선동   | 현대 유니콘스   | 18   | |
| 2000년 | 정민태   | 현대 유니콘스   | 18   | 3년 연속 최다 선발승 |
| 2000년 | 김수경   | 현대 유니콘스   | 18   | |
| 2001년 | 신윤호   | LG 트윈스       | 15   | 구원으로만 기록 |
| 2001년 | 손민한   | 롯데 자이언츠   | 15   | 선발로만 기록(그 해 최다 선발승) |
| 2002년 | 키퍼     | KIA 타이거즈    | 19   | 최초 외국인 다승왕 |
| 2003년 | 정민태   | 현대 유니콘스   | 17   | |
| 2004년 | 배영수   | 삼성 라이온즈   | 17   | 16선발승으로 피어리와 선발승 공동 3위 |
| 2004년 | 리오스   | KIA 타이거즈    | 17   | 선발로만 17승을 기록해 선발승 공동 1위 |
| 2004년 | 레스     | 두산 베어스     | 17   | 선발로만 17승을 기록해 선발승 공동 1위 |
| 2005년 | 손민한   | 롯데 자이언츠   | 18   | 17선발승 |
| 2006년 | 류현진   | 한화 이글스     | 18   | 트리플 크라운 |
| 2007년 | 리오스   | 두산 베어스     | 22   | |
| 2008년 | 김광현   | SK 와이번스     | 16   | |
| 2009년 | 윤성환   | 삼성 라이온즈   | 14   | 13선발승으로 구톰슨, 이현승, 장원준, 송승준과 선발승 공동 3위 |
| 2009년 | 조정훈   | 롯데 자이언츠   | 14   | 선발로만 14승을 거두어 선발승 공동 1위 |
| 2009년 | 로페즈   | KIA 타이거즈    | 14   | 선발로만 14승을 거두어 선발승 공동 1위 |
| 2010년 | 김광현   | SK 와이번스     | 17   | 16선발승으로 류현진 양현종과 선발승 공동 1위 |
| 2011년 | 윤석민   | KIA 타이거즈    | 17   | 트리플 크라운 |
| 2012년 | 장원삼   | 삼성 라이온즈   | 17   | 16선발승으로 나이트와 선발승 공동 1위 |
| 2013년 | 배영수   | 삼성 라이온즈   | 14   | |
| 2013년 | 세든     | SK 와이번스     | 14   | |
| 2014년 | 밴 헤켄  | 넥센 히어로즈   | 20   | 역대 단일시즌 좌완 최다 선발승 타이 |
| 2015년 | 해커     | NC 다이노스     | 19   | |
| 2016년 | 니퍼트   | 두산 베어스     | 22   | 21선발승 |
| 2017년 | 양현종   | KIA 타이거즈    | 20   | 역대 단일시즌 좌완 최다 선발승 타이 |
| 2017년 | 헥터     | KIA 타이거즈    | 20   | |
| 2018년 | 후랭코프 | 두산 베어스     | 18   | |
| 2019년 | 린드블럼 | 두산 베어스     | 20   | |
| 2020년 | 알칸타라 | 두산 베어스     | 20   | |
| 2021년 | 뷰캐넌   | 삼성 라이온즈   | 16   | |
| 2021년 | 요키시   | 키움 히어로즈   | 16   | |
| 2022년 | 켈리     | LG 트윈스       | 16   | |
| 2023년 | 페디     | NC 다이노스     | 20   | 트리플 크라운(외국인 최초) |
| 2024년 | 곽빈     | 두산 베어스     | 15   | |
| 2024년 | 원태인   | 삼성 라이온즈   | 15   | |

## 연도별 최다 선발승 수상자
| 연도   | 이름     | 소속            | 선발승 | 비고                                            |
| ------ | -------- | --------------- | ------ | ----------------------------------------------- |
| 1982년 | 박철순   | OB 베어스       | 16     | 최초의 최다 선발승 타이틀                       |
| 1983년 | 장명부   | 삼미 슈퍼스타즈 | 28     |                                                 |
| 1984년 | 김시진   | 삼성 라이온즈   | 15     |                                                 |
| 1985년 | 김시진   | 삼성 라이온즈   | 21     |                                                 |
| 1986년 | 선동열   | 해태 타이거즈   | 17     |                                                 |
| 1987년 | 김시진   | 삼성 라이온즈   | 21     |                                                 |
| 1988년 | 한희민   | 빙그레 이글스   | 14     | 역대 최다 선발승 투수 최소 선발승 타이          |
| 1989년 | 박정현   | 태평양 돌핀스   | 15     |                                                 |
| 1989년 | 이강철   | 해태 타이거즈   | 15     |                                                 |
| 1990년 | 김태원   | LG 트윈스       | 14     | 역대 최다 선발승 투수 최소 선발승 타이          |
| 1991년 | 한용덕   | 빙그레 이글스   | 16     |                                                 |
| 1992년 | 윤학길   | 롯데 자이언츠   | 17     |                                                 |
| 1992년 | 이강철   | 해태 타이거즈   | 17     | 역대 단일시즌 잠수함 투수 최다 선발승           |
| 1993년 | 조계현   | 해태 타이거즈   | 17     |                                                 |
| 1994년 | 조계현   | 해태 타이거즈   | 18     |                                                 |
| 1994년 | 이상훈   | LG 트윈스       | 18     | 역대 좌완투수 1호 최다 선발승 타이틀            |
| 1995년 | 이상훈   | LG 트윈스       | 20     | 역대 단일시즌 좌완투수 최다 선발승 타이         |
| 1996년 | 주형광   | 롯데 자이언츠   | 18     |                                                 |
| 1997년 | 이대진   | 해태 타이거즈   | 17     |                                                 |
| 1998년 | 정민태   | 현대 유니콘스   | 17     |                                                 |
| 1999년 | 정민태   | 현대 유니콘스   | 19     |                                                 |
| 2000년 | 임선동   | 현대 유니콘스   | 18     |                                                 |
| 2000년 | 정민태   | 현대 유니콘스   | 18     | 3년 연속 최다 선발승                            |
| 2000년 | 김수경   | 현대 유니콘스   | 18     |                                                 |
| 2001년 | 손민한   | 롯데 자이언츠   | 15     |                                                 |
| 2002년 | 키퍼     | KIA 타이거즈    | 19     | 최초 외국인 최다 선발승 타이틀                  |
| 2003년 | 정민태   | 현대 유니콘스   | 17     |                                                 |
| 2004년 | 리오스   | KIA 타이거즈    | 17     |                                                 |
| 2004년 | 레스     | 두산 베어스     | 17     |                                                 |
| 2005년 | 손민한   | 롯데 자이언츠   | 17     |                                                 |
| 2006년 | 류현진   | 한화 이글스     | 18     | 트리플 크라운                                   |
| 2007년 | 리오스   | 두산 베어스     | 22     |                                                 |
| 2008년 | 김광현   | SK 와이번스     | 16     |                                                 |
| 2009년 | 조정훈   | 롯데 자이언츠   | 14     | 역대 단일시즌 최다 선발승 투수 최소 선발승 타이 |
| 2009년 | 로페즈   | KIA 타이거즈    | 14     | 역대 단일시즌 최다 선발승 투수 최소 선발승 타이 |
| 2010년 | 김광현   | SK 와이번스     | 16     |                                                 |
| 2010년 | 류현진   | 한화 이글스     | 16     |                                                 |
| 2010년 | 양현종   | KIA 타이거즈    | 16     |                                                 |
| 2011년 | 윤석민   | KIA 타이거즈    | 17     | 트리플 크라운                                   |
| 2012년 | 나이트   | 넥센 히어로즈   | 16     |                                                 |
| 2012년 | 장원삼   | 삼성 라이온즈   | 16     |                                                 |
| 2013년 | 배영수   | 삼성 라이온즈   | 14     | 역대 단일시즌 최다 선발승 투수 최소 선발승 타이 |
| 2013년 | 세든     | SK 와이번스     | 14     | 역대 단일시즌 최다 선발승 투수 최소 선발승 타이 |
| 2014년 | 밴 헤켄  | 넥센 히어로즈   | 20     | 역대 단일시즌 좌완 최다 선발승 타이             |
| 2015년 | 해커     | NC 다이노스     | 19     |                                                 |
| 2016년 | 니퍼트   | 두산 베어스     | 21     |                                                 |
| 2017년 | 양현종   | KIA 타이거즈    | 20     | 역대 단일시즌 좌완 최다 선발승 타이             |
| 2017년 | 헥터     | KIA 타이거즈    | 20     |                                                 |
| 2018년 | 후랭코프 | 두산 베어스     | 18     |                                                 |
| 2019년 | 린드블럼 | 두산 베어스     | 20     |                                                 |
| 2020년 | 알칸타라 | 두산 베어스     | 20     |                                                 |
| 2021년 | 뷰캐넌   | 삼성 라이온즈   | 16     |                                                 |
| 2021년 | 요키시   | 키움 히어로즈   | 16     |                                                 |
| 2022년 | 켈리     | LG 트윈스       | 16     |                                                 |
| 2023년 | 페디     | NC 다이노스     | 20     | 트리플 크라운(외국인 최초)                      |
| 2024년 | 곽빈     | 두산 베어스     | 15     |                                                 |
| 2024년 | 원태인   | 삼성 라이온즈   | 15     |                                                 |

## 같이 보기
- 트리플 크라운